# تان ماهوتا
تان ماهوتا (به لاتین: Tāne Mahuta) یک منطقهٔ مسکونی و جنگل در نیوزیلند است.